# Глодени (Васлуј)
Глодени (рум. Glodeni) насеље је у Румунији у округу Васлуј у општини Негрешти. Oпштина се налази на надморској висини од 163 m.

## Становништво
Према подацима из 2002. године у насељу је живело 300 становника, од којих су сви румунске националности.